# Marcantonio Zimara
Marcantonio Zimara (Galatina, 1475 - Ib., 1535) fue un filósofo y médico italiano.
Se graduó en medicina y filosofía en la Universidad de Padua en 1507, enseñando allí posteriormente. Escogido como alcalde de Galatina en 1514, se trasladó a Nápoles para defender la ciudad de la opresión de los duques de Castriota. 
Enseñó filosofía en Salerno con la redacción de una guía para las obras de Aristóteles y Averroes. 